# فهرست کشورها بر اساس تاریخ انتقال به دولت جمهوری‌خواه
این مقاله کشورها را بر اساس تاریخ آخرین انتقال از یک سلطنت به یک شکل یک دولت جمهوری فهرست می‌کند. دو دوره در تاریخ اخیر وجود دارد که بسیاری از این انتقال‌ها صورت گرفت:
- در طول یا ظرف پنج سال پس از جنگ جهانی اول (۱۹۱۴–۱۹۲۳) – مشخص شده در سبز.
- در طول یا ظرف پنج سال پس از جنگ جهانی دوم (۱۹۴۹–۱۹۵۰) – مشخص شده در صورتی.

برخی از کشورها هنگامی که انتقال به یک جمهوری صورت گرفت بزرگتر یا حتی منقرض شدند، کشورهایی مانند امپراتوری روسیه یا یوگسلاوی. کشورهایی که همیشه اشکال دولت غیر جمهوری‌خواه داشتند (مانند سلطنت مطلق، حکومت دینی، و غیره) در این لیست گنجانده نشده‌است. برخی نیز کشورهای مستقل هستند که رئیس دولت، قبل از لغو لینک با سلطنت مشترک، کشور را با کشورهای دیگر به اشتراک گذاشته شد (مانند دانمارک یا انگلستان). کشورهایی که به رنگ زرد مشخص شده‌اند دیگر نوع جمهوری ندارند و شکل دیگری از دولت را پیش گرفتند.

## فهرست کشورها
شرح   دیگر جمهوری نیستند  انتقال در طول یا پس از جنگ جهانی اول (۱۹۱۴–۱۹۲۳)  انتقال در طول یا پس از جنگ جهانی دوم (۱۹۳۹–۱۹۵۰)   انتقال در دوران قبل یا بعد از جنگ جهانی 
| کشور                  | تاریخ انتقال    | ملاحظات |
| --------------------- | --------------- | --- |
| هلند                  | ۲۶ ژوئیه ۱۵۸۱   | جمهوری هفت کشور متحد هلند در ۲۶ ژوئیه ۱۵۸۱ استقلال خود را از پادشاه اسپانیا اعلام کردند و در سال ۱۷۹۵ به جمهوری باتاو تبدیل شد. پادشاهی هلند در ۵ ژوئن ۱۸۰۶ تشکیل شد. |
| سوئیس                 | ۲۴ اکتبر ۱۶۴۸   | کنفدراسیون کهن سوئیس با پیمان وستفالی از امپراتوری مقدس روم مستقل شد |
| انگلستان              | ۱۹ مه ۱۶۴۹      | جمهوری انگلستان پس از اعدام پادشاه چارلز یکم در ۱۹ مه ۱۶۴۹ تشکیل شد و در اوج خود، بر تمام جزایر بریتانیا حکومت کرد. سلطنت در ۲۹ مه ۱۶۶۰ احیا شد. |
| ایالات متحده آمریکا   | ۴ ژوئیه ۱۷۷۶    | با تصویب اعلامیه استقلال، ایالات متحده عملاً از بریتانیای کبیر مستقل شد |
| جمهوری لانفانگ        | ۱ ژانویه ۱۷۷۷   | جمهوری لانفانگ ۱۷۷۷–۱۸۸۴ (چینی سنتی: 蘭芳共和國; پین‌یین: Lánfāng Gònghéguó, Pha̍k-fa-sṳ: Làn-fông Khiung-fò-koet) همچنین با نام کمپانی لانفانگ (چینی سنتی: 蘭芳公司; پین‌یین: Lánfāng gōngsī) یک فدراسیون شرکت‌های چینی از دودمان چینگ چین در بورنئو غربی بود.                                                 |
| پاراگوئه              | ۱۵ مه ۱۸۱۱      | استقلال از اسپانیا |
| آرژانتین              | ۹ ژوئیه ۱۸۱۶    | استقلال از امپراتوری اسپانیا به دست آمد. دولتهای جمهوری‌خواه از سال ۱۸۱۱ به بعد تأسیس شدند. قانون اساسی جمهوری خواهان در ۱۸۱۹ و ۱۸۲۶ منجر به تصویب متن ۱۸۵۳ شد |
| شیلی                  | ۱۲ فوریه ۱۸۱۸   | اعلام استقلال از امپراتوری اسپانیا. بین سالهای ۱۸۱۰ و ۱۸۱۴ دولتهای جمهوری‌خواه وجود داشت، اگرچه به طور رسمی به پادشاهی اسپانیا وفادار ماندند. در سال ۱۸۱۷ مجدداً دولت مستقل گرا برقرار شد و نظام جمهوری در متون مختلف قانون اساسی ایجاد شد.                                                                   |
| ونزوئلا               | ۱۵ اوت ۱۸۱۹     | قانون اساسی ونزوئلا در سال ۱۸۱۹ تصویب شد |
| کلمبیا                | ۱۷ دسامبر ۱۸۱۹  | جمهوری کلمبیا در جریان کنگره آنگوستورا اعلام شد |
| پاناما                | ۱۷ دسامبر ۱۸۱۹  | جمهوری کلمبیا در جریان کنگره آنگوستورا اعلام شد |
| اکوادور               | ۲۴ مه ۱۸۲۲      | به جمهوری کلمبیا انتقال داده شد، پایان سلطنت |
| کاستاریکا             | ۱ ژوئیه ۱۸۲۳    | استقلال استانهای متحد آمریکای مرکزی |
| السالوادور            | ۱ ژوئیه ۱۸۲۳    | استقلال استانهای متحد آمریکای مرکزی |
| گواتمالا              | ۱ ژوئیه ۱۸۲۳    | استقلال استانهای متحد آمریکای مرکزی |
| هندوراس               | ۱ ژوئیه ۱۸۲۳    | استقلال استانهای متحد آمریکای مرکزی |
| نیکاراگوئه            | ۱ ژوئیه ۱۸۲۳    | استقلال استانهای متحد آمریکای مرکزی |
| پرو                   | ۹ دسامبر ۱۸۲۴   | پیمان پس از نبرد آیاکوچو امضا شد |
| بولیوی                | ۶ اوت ۱۸۲۵      | کنگره قانون اساسی بولیوی را جمهوری اعلام کرد |
| اروگوئه               | ۴ اکتبر ۱۸۲۸    | تصویب پیمان مونته ویدئو |
| لیبریا                | ۲۶ ژوئیه ۱۸۴۷   | جمهوری مستقل لیبریا ایجاد شد |
| هائیتی                | ۱۵ ژانویه ۱۸۵۹  | برکناری امپراتور فاستین |
| جمهوری دومینیکن       | ۲۵ مارس ۱۸۶۵    | تصویب قانون اساسی جدید نزدیک به پایان جنگ بازسازی دومینیکن |
| مکزیک                 | ۱۵ ژوئیه ۱۸۶۷   | امپراتور ماکسیمیلیان اعدام شد. جمهوری فدرال رسماً احیا شد |
| فرانسه                | ۴ سپتامبر ۱۸۷۰  | امپراتور ناپلئون سوم برکنار شد و جمهوری سوم فرانسه در نتیجه جنگ فرانسه و پروس اعلام شد |
| الجزایر               | ۴ سپتامبر ۱۸۷۰  | دولت جمهوری خواهان زمانی ایجاد شد که کشور مادر فرانسه جمهوری شد |
| ساحل عاج              | ۴ سپتامبر ۱۸۷۰  | دولت جمهوری خواهان زمانی ایجاد شد که کشور مادر فرانسه جمهوری شد |
| موریتانی              | ۴ سپتامبر ۱۸۷۰  | دولت جمهوری خواهان زمانی ایجاد شد که کشور مادر فرانسه جمهوری شد |
| سنگال                 | ۴ سپتامبر ۱۸۷۰  | دولت جمهوری خواهان زمانی ایجاد شد که کشور مادر فرانسه جمهوری شد |
| برزیل                 | ۱۵ نوامبر ۱۸۸۹  | امپراتور پدروی دوم برکنار شد و جمهوری برزیل توسط مارشال دیودورو دا فونسکا تشکیل شد |
| هاوایی                | ۴ ژوئیه ۱۸۹۴    | ملکه Liliʻuokalani برکنار شد و به دنبال دولت موقت جمهوری اعلام شد |
| ماداگاسکار            | ۲۸ فوریه ۱۸۹۷   | پایان پادشاهی مرینا |
| فیلیپین               | ۲۳ ژانویه ۱۸۹۹  | اولین جمهوری فیلیپین |
| کوبا                  | ۱۱ آوریل ۱۸۹۹   | پایان پادشاهی مرینا |
| پرتغال                | ۵ اکتبر ۱۹۱۰    | پادشاه مانوئل دوم برکنار شد و جمهوری اول پرتغال در نتیجه انقلاب ۱۹۱۰ اعلام شد |
| آنگولا                | ۵ اکتبر ۱۹۱۰    | دولت جمهوری خواهان هنگامی که کشور مادر پرتغالی به جمهوری تبدیل شد، ایجاد شد |
| دماغه سبز             | ۵ اکتبر ۱۹۱۰    | دولت جمهوری خواهان هنگامی که کشور مادر پرتغالی به جمهوری تبدیل شد، ایجاد شد |
| تیمور شرقی            | ۵ اکتبر ۱۹۱۰    | دولت جمهوری خواهان هنگامی که کشور مادر پرتغالی به جمهوری تبدیل شد، ایجاد شد |
| گینه بیسائو           | ۵ اکتبر ۱۹۱۰    | دولت جمهوری خواهان هنگامی که کشور مادر پرتغالی به جمهوری تبدیل شد، ایجاد شد |
| موزامبیک              | ۵ اکتبر ۱۹۱۰    | دولت جمهوری خواهان هنگامی که کشور مادر پرتغالی به جمهوری تبدیل شد، ایجاد شد |
| سائوتومه و پرنسیپ     | ۵ اکتبر ۱۹۱۰    | دولت جمهوری خواهان هنگامی که کشور مادر پرتغالی به جمهوری تبدیل شد، ایجاد شد |
| چین                   | ۱۰ اکتبر ۱۹۱۱   | جمهوری چین (ROC) در نتیجه انقلاب Xinhai اعلام شد. ROC در ابتدا کنترل سرزمین اصلی چین را در دست داشت اما بعداً به تایوان منتقل شد. اکنون به طور معمول با نام "تایوان" شناخته می‌شود. جمهوری خلق چین در ۱ اکتبر ۱۹۴۹ اعلام شد و اکنون کنترل سرزمین اصلی چین را در دست دارد. معمولاً به عنوان "چین" شناخته می‌شود. |
| اتحاد قمر             | ۱۹۱۲            | پایان آخرین سلطنت‌های بومی |
| ارمنستان              | ۱۴ سپتامبر ۱۹۱۷ | امپراتور نیکلاس دوم روسیه در نتیجه انقلاب فوریه کناره‌گیری کرد و روسیه به عنوان جمهوری اعلام شد |
| جمهوری آذربایجان      | ۱۴ سپتامبر ۱۹۱۷ | امپراتور نیکلاس دوم روسیه در نتیجه انقلاب فوریه کناره‌گیری کرد و روسیه به عنوان جمهوری اعلام شد |
| بلاروس                | ۱۴ سپتامبر ۱۹۱۷ | امپراتور نیکلاس دوم روسیه در نتیجه انقلاب فوریه کناره‌گیری کرد و روسیه به عنوان جمهوری اعلام شد |
| استونی                | ۱۴ سپتامبر ۱۹۱۷ | امپراتور نیکلاس دوم روسیه در نتیجه انقلاب فوریه کناره‌گیری کرد و روسیه به عنوان جمهوری اعلام شد |
| گرجستان               | ۱۴ سپتامبر ۱۹۱۷ | امپراتور نیکلاس دوم روسیه در نتیجه انقلاب فوریه کناره‌گیری کرد و روسیه به عنوان جمهوری اعلام شد |
| قزاقستان              | ۱۴ سپتامبر ۱۹۱۷ | امپراتور نیکلاس دوم روسیه در نتیجه انقلاب فوریه کناره‌گیری کرد و روسیه به عنوان جمهوری اعلام شد |
| قرقیزستان             | ۱۴ سپتامبر ۱۹۱۷ | امپراتور نیکلاس دوم روسیه در نتیجه انقلاب فوریه کناره‌گیری کرد و روسیه به عنوان جمهوری اعلام شد |
| لتونی                 | ۱۴ سپتامبر ۱۹۱۷ | امپراتور نیکلاس دوم روسیه در نتیجه انقلاب فوریه کناره‌گیری کرد و روسیه به عنوان جمهوری اعلام شد |
| روسیه                 | ۱۴ سپتامبر ۱۹۱۷ | امپراتور نیکلاس دوم روسیه در نتیجه انقلاب فوریه کناره‌گیری کرد و روسیه به عنوان جمهوری اعلام شد |
| اوکراین               | ۱۴ سپتامبر ۱۹۱۷ | امپراتور نیکلاس دوم روسیه در نتیجه انقلاب فوریه کناره‌گیری کرد و روسیه به عنوان جمهوری اعلام شد |
| جمهوری چک             | ۱۸ اکتبر ۱۹۱۸   | جمهوری چکسلواکی اعلام شد |
| اسلواکی               | ۱۸ اکتبر ۱۹۱۸   | جمهوری چکسلواکی اعلام شد |
| لیتوانی               | ۲ نوامبر ۱۹۱۸   | پادشاه مینداوگاس دوم برکنار شد و جمهوری لیتوانی اعلام شد |
| آلمان                 | ۹ نوامبر ۱۹۱۸   | امپراتور ویلیام دوم در نتیجه انقلاب آلمان کناره‌گیری کرد |
| اتریش                 | ۱۲ نوامبر ۱۹۱۸  | جمهوری اتریش آلمان پس از برکناری امپراتور چارلز اعلام شد |
| لهستان                | ۱۴ نوامبر ۱۹۱۸  | قدرت از شورای ناحیه به جوزف پیسودسکی، رئیس دولت منتقل شد |
| فنلاند                | ۱۴ دسامبر ۱۹۱۸  | پادشاه فردریک چارلز از تاج و تخت صرف نظر کرد |
| ترکمنستان             | ۲۶ آوریل ۱۹۲۰   | خان سید عبدالله برکنار شد و جمهوری شوروی خلق خوارزم اعلام شد |
| لبنان                 | ۲۳ ژوئیه ۱۹۲۰   | فرمان فرانسوی سوریه پس از نبرد میسالون تأسیس شد |
| سوریه                 | ۲۳ ژوئیه ۱۹۲۰   | فرمان فرانسوی سوریه پس از نبرد میسالون تأسیس شد |
| تاجیکستان             | ۸ اکتبر ۱۹۲۰    | امیر محمد علیم خان برکنار شد و جمهوری خلق بخاران اعلام شد |
| ازبکستان              | ۸ اکتبر ۱۹۲۰    | امیر محمد علیم خان برکنار شد و جمهوری خلق بخاران اعلام شد |
| توگو                  | ۲۰ ژوئیه ۱۹۲۲   | آغاز رسمی مأموریت لیگ ملتهای توگولند فرانسه |
| ترکیه                 | ۲۹ اکتبر ۱۹۲۳   | جمهوری ترکیه پس از جنگ استقلال ترکیه اعلام شد و جانشین امپراتوری عثمانی شد |
| مغولستان              | ۲۶ نوامبر ۱۹۲۴  | جمهوری خلق مغولستان اعلام شد |
| اسپانیا               | ۱۴ آوریل ۱۹۳۱   | دومین جمهوری اسپانیا در ۱۴ آوریل ۱۹۳۱ به دنبال بحران اقتصادی ناشی از سقوط وال استریت در سال ۱۹۲۹ به قدرت رسید. جمهوری پس از جنگ داخلی اسپانیا قدرت خود را از دست داد. سپس فرانسیسکو فرانکو تا زمان مرگش در ۲۰ نوامبر ۱۹۷۵، زمانی که دموکراسی احیا شد، اسپانیا را رهبری کرد.                                 |
| مولداوی               | ۲ اوت ۱۹۴۰      | جمهوری سوسیالیستی شوروی مولداوی پس از الحاق مولداوی رومانی به اتحاد جماهیر شوروی اعلام شد |
| ایسلند                | ۱۷ ژوئن ۱۹۴۴    | جمهوری ایسلند پس از همه‌پرسی تأسیس شد |
| کره شمالی             | ۱۵ اوت ۱۹۴۵     | کره از ژاپن آزاد شد و جمهوری خلق کره تأسیس شد و یک ماه بعد به کره شمالی و کره جنوبی تقسیم شد. |
| کره جنوبی             | ۱۵ اوت ۱۹۴۵     | کره از ژاپن آزاد شد و جمهوری خلق کره تأسیس شد و یک ماه بعد به کره شمالی و کره جنوبی تقسیم شد. |
| اندونزی               | ۱۷ اوت ۱۹۴۵     | اعلام استقلال جمهوری اندونزی باعث انقلاب ملی اندونزی شد |
| ویتنام                | ۲۵ اوت ۱۹۴۵     | امپراتور Bảo Đại کناره‌گیری کرد و جمهوری دموکراتیک ویتنام اعلام شد |
| تایوان                | ۲۵ اکتبر ۱۹۴۵   | جزایر تایوان و پنغو به جمهوری چین منتقل شدند. از سال ۱۹۴۹، ROC فقط تایوان و جزایر اطراف را کنترل می‌کند. |
| بوسنی و هرزگوین       | ۲۹ نوامبر ۱۹۴۵  | جمهوری فدرال سوسیالیستی یوگسلاوی در حالی که پادشاه پیتر دوم در تبعید بود اعلام کرد |
| کرواسی                | ۲۹ نوامبر ۱۹۴۵  | جمهوری فدرال سوسیالیستی یوگسلاوی در حالی که پادشاه پیتر دوم در تبعید بود اعلام کرد |
| مقدونیه شمالی         | ۲۹ نوامبر ۱۹۴۵  | جمهوری فدرال سوسیالیستی یوگسلاوی در حالی که پادشاه پیتر دوم در تبعید بود اعلام کرد |
| مونته‌نگرو             | ۲۹ نوامبر ۱۹۴۵  | جمهوری فدرال سوسیالیستی یوگسلاوی در حالی که پادشاه پیتر دوم در تبعید بود اعلام کرد |
| صربستان               | ۲۹ نوامبر ۱۹۴۵  | جمهوری فدرال سوسیالیستی یوگسلاوی در حالی که پادشاه پیتر دوم در تبعید بود اعلام کرد |
| اسلوونی               | ۲۹ نوامبر ۱۹۴۵  | جمهوری فدرال سوسیالیستی یوگسلاوی در حالی که پادشاه پیتر دوم در تبعید بود اعلام کرد |
| آلبانی                | ۱ ژانویه ۱۹۴۶   | جمهوری خلق آلبانی در زمان تبعید پادشاه اعلام کرد |
| مجارستان              | ۱ فوریه ۱۹۴۶    | جمهوری دوم مجارستان اعلام شد |
| ایتالیا               | ۱۲ ژوئن ۱۹۴۶    | پادشاه امبرتو دوم تاج و تخت را کنار گذاشت و جمهوری ایتالیا پس از همه‌پرسی تأسیس شد |
| بلغارستان             | ۱۵ سپتامبر ۱۹۴۶ | تزار سیمئون دوم برکنار شد و جمهوری خلق بلغارستان پس از همه‌پرسی اعلام شد |
| جزایر مارشال          | ۱۸ ژوئیه ۱۹۴۷   | پایان حکم دریاهای جنوبی و آغاز منطقه اعتماد جزایر اقیانوس آرام |
| ایالات فدرال میکرونزی | ۱۸ ژوئیه ۱۹۴۷   | پایان حکم دریاهای جنوبی و آغاز منطقه اعتماد جزایر اقیانوس آرام |
| پالائو                | ۱۸ ژوئیه ۱۹۴۷   | پایان حکم دریاهای جنوبی و آغاز منطقه اعتماد جزایر اقیانوس آرام |
| رومانی                | ۳۰ دسامبر ۱۹۴۷  | پادشاه مایکل کناره‌گیری کرد و جمهوری خلق رومانی اعلام شد |
| میانمار               | ۴ ژانویه ۱۹۴۸   | اعلام استقلال برمه |
| اسرائیل               | ۱۴ مه ۱۹۴۸      | دولت اسرائیل اعلام شد |
| جمهوری ایرلند         | ۱۸ آوریل ۱۹۴۹   | قانون جمهوری ایرلند لازم الاجرا شد |
| هند                   | ۲۶ ژانویه ۱۹۵۰  | قانون اساسی هند اجرایی شد |
| مصر                   | ۱۸ ژوئن ۱۹۵۳    | جمهوری پس از انقلاب در سال ۱۹۵۲ اعلام شد |
| نوار غزه              | ۱۸ ژوئن ۱۹۵۳    | جمهوری پس از انقلاب در سال ۱۹۵۲ اعلام شد |
| سودان جنوبی           | ۱ ژانویه ۱۹۵۶   | استقلال جمهوری سودان |
| سودان                 | ۱ ژانویه ۱۹۵۶   | استقلال جمهوری سودان |
| پاکستان               | ۲۳ مارس ۱۹۵۶    | قانون اساسی پاکستان اجرایی شد و فرماندار کل اسکندر میرزا رئیس‌جمهور شد. سه کودتا در کودتای ۱۹۵۸ پاکستان، ۱۹۷۷ و ۱۹۹۹ به ترتیب قبل از احیای رای‌دهندگان مدنی در سال ۲۰۰۸. |
| تونس                  | ۲۵ ژوئیه ۱۹۵۷   | پادشاه محمد هشتم الامین برکنار شد |
| عراق                  | ۱۴ ژوئیه ۱۹۵۸   | فیصل دوم در انقلاب ۱۴ ژوئیه برکنار شد/کشته شد |
| سومالی                | ۲۶ ژوئن ۱۹۶۰    | استقلال ایالت سومالی لند، که در اول ژوئیه با قلمرو اعتماد سومالی متحد شد و جمهوری سومالی را تشکیل داد |
| جمهوری دموکراتیک کنگو | ۳۰ ژوئن ۱۹۶۰    | به عنوان جمهوری استقلال یافت |
| غنا                   | ۱ ژوئیه ۱۹۶۰    | تغییر قانون اساسی پس از همه‌پرسی در ۲۷ آوریل |
| قبرس                  | ۱۶ اوت ۱۹۶۰     | قانون اساسی جمهوری قبرس به تصویب رسید |
| آفریقای جنوبی         | ۳۱ مه ۱۹۶۱      | قانون اساسی جمهوری خواهان به تصویب رسید |
| کامرون                | ۱ اکتبر ۱۹۶۱    | پایان قیمومیت بریتانیا در جنوب کامرون، اتحاد با بقیه کامرون |
| رواندا                | ۱ ژوئیه ۱۹۶۲    | استقلال به عنوان جمهوری پس از همه‌پرسی پادشاهی در ۱۹۶۱ |
| یمن                   | ۲۷ سپتامبر ۱۹۶۲ | پادشاه محمد البدر برکنار شد و جمهوری عربی یمن (یمن شمالی) اعلام شد |
| تانگانیکا             | ۹ دسامبر ۱۹۶۲   | قانون اساسی جمهوری خواهان به تصویب رسید |
| نیجریه                | ۱ اکتبر ۱۹۶۳    | اصلاح قانون اساسی |
| اوگاندا               | ۹ اکتبر ۱۹۶۳    | اصلاح قانون اساسی |
| زنگبار                | ۱۲ ژانویه ۱۹۶۴  | سلطنت در انقلاب زنگبار سرنگون شد |
| زامبیا                | ۲۴ اکتبر ۱۹۶۴   | به عنوان جمهوری استقلال یافت |
| کنیا                  | ۱۲ دسامبر ۱۹۶۴  | قانون اساسی جمهوری خواهان به تصویب رسید |
| سنگاپور               | ۹ اوت ۱۹۶۵      | اخراج شده از فدراسیون مالزی |
| مالاوی                | ۶ ژوئیه ۱۹۶۶    | قانون اساسی جمهوری خواهان به تصویب رسید |
| بوتسوانا              | ۳۰ سپتامبر ۱۹۶۶ | به عنوان جمهوری استقلال یافت |
| بوروندی               | ۲۸ نوامبر ۱۹۶۶  | جمهوری پس از کودتای ارتش اعلام شد |
| یمن جنوبی             | ۳۰ نوامبر ۱۹۶۷  | استقلال جمهوری خلق یمن جنوبی |
| نائورو                | ۳۱ ژانویه ۱۹۶۸  | به عنوان جمهوری استقلال یافت |
| گینه استوایی          | ۱۲ اکتبر ۱۹۶۸   | به عنوان جمهوری استقلال یافت |
| مالدیو                | ۱۱ نوامبر ۱۹۶۸  | سلطان محمد فریدی دیدی برکنار شد و جمهوری دوم مالدیو پس از همه‌پرسی تأسیس شد |
| لیبی                  | ۱ سپتامبر ۱۹۶۹  | پادشاه ادریس اول با کودتای معمر قذافی برکنار شد |
| گویان                 | ۲۳ فوریه ۱۹۷۰   | جمهوری تعاونی گویان اعلام شد |
| کامبوج                | ۱۸ مارس ۱۹۷۰    | جمهوری خمر (بعدها به کامپوچیا دموکراتیک، سپس جمهوری خلق کامپوچیا و سرانجام ایالت کامبوج معروف شد) در سال ۱۹۷۰ با برکناری شاهزاده نورودوم سیهانوک اعلام شد. سلطنت در سال ۱۹۹۳ بازسازی شد. |
| گامبیا                | ۲۴ آوریل ۱۹۷۰   | جمهوری پس از همه‌پرسی قانون اساسی اعلام شد |
| سیرالئون              | ۱۹ آوریل ۱۹۷۱   | قانون اساسی جمهوری خواهان به تصویب رسید |
| سری‌لانکا              | ۲۲ مه ۱۹۷۲      | قانون اساسی سریلانکا تصویب شد |
| بنگلادش               | ۱۶ دسامبر ۱۹۷۲  | قانون اساسی پس از یک سال تشکیل دولت در سال ۱۹۷۲ به اجرا درآمد. سه کودتا در ۱۹۷۵ و ۱۹۸۲ انجام شد. |
| افغانستان             | ۱۷ ژوئیه ۱۹۷۳   | پادشاه محمد ظاهر شاه پس از کودتای محمد داوود خان کناره‌گیری کرد |
| یونان                 | ۸ دسامبر ۱۹۷۴   | لغو نهایی سلطنت ؛ همه‌پرسی |
| مالت                  | ۱۳ دسامبر ۱۹۷۴  | جمهوری مالت اعلام شد |
| اریتره                | ۲۱ مارس ۱۹۷۵    | سلطنت امپراتوری اتیوپی سرانجام لغو شد |
| اتیوپی                | ۲۱ مارس ۱۹۷۵    | سلطنت امپراتوری اتیوپی سرانجام لغو شد |
| سورینام               | ۲۵ نوامبر ۱۹۷۵  | به عنوان جمهوری استقلال یافت |
| لائوس                 | ۲ دسامبر ۱۹۷۵   | پادشاه ساوانگ واتانا در نتیجه انقلاب کمونیستی کناره‌گیری کرد |
| سیشل                  | ۲۹ ژوئن ۱۹۷۶    | به عنوان جمهوری استقلال یافت |
| ترینیداد و توباگو     | ۱ اوت ۱۹۷۶      | قانون اساسی جمهوری خواهان به تصویب رسید |
| دومینیکا              | ۳ نوامبر ۱۹۷۸   | به عنوان جمهوری استقلال یافت |
| ایران                 | ۱۱ فوریه ۱۹۷۹   | شاه محمدرضا پهلوی برکنار شد و جمهوری اسلامی ایران (جمهوری تئوکراتیک) در نتیجه انقلاب ایران اعلام شد |
| کیریباتی              | ۱۲ ژوئیه ۱۹۷۹   | به عنوان جمهوری استقلال یافت |
| جمهوری آفریقای مرکزی  | ۲۱ سپتامبر ۱۹۷۹ | امپراتور بوکاسا اول در کودتایی سرنگون شد |
| زیمبابوه              | ۱۷ آوریل ۱۹۸۰   | استقلال کامل زیمبابوه |
| فیجی                  | ۶ اکتبر ۱۹۸۷    | جمهوری فیجی در نتیجه کودتای Sitiveni Rabuka اعلام شد |
| کرانه باختری رود اردن | ۱۵ نوامبر ۱۹۸۸  | پس از انصراف اردن از ادعاهای خود در کرانه باختری، دولت فلسطین اعلام شد. |
| موریس                 | ۱۲ مارس ۱۹۹۲    | جمهوری موریس در نتیجه تغییرات قانون اساسی اعلام شد |
| ساموآ                 | ۱۱ مه ۲۰۰۷      | با مرگ مالیتوآ تانومافیلی دوم، ساموآ به جمهوری پارلمانی تبدیل شد. |
| نپال                  | ۲۸ مه ۲۰۰۸      | لغو سلطنت |
| باربادوس              | ۳۰ نوامبر ۲۰۲۱  | جمهوری باربادوس از ۳۰ نوامبر ۲۰۲۱ موثر اعلام می‌شود. |